# هوسارهای تسیتن

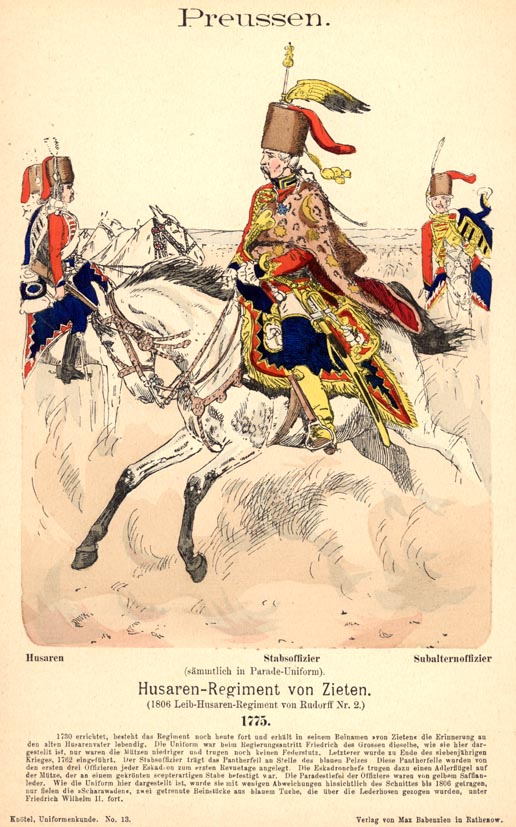
هوسارهای تسیتِن در سال ۱۷۷۵

هوسارهای تسیتِن (آلمانی: Husaren-Regiment „von Zieten“)، هنگ هوسار ارتش پروس و بعداً ارتش امپراتوری آلمان بود که در سال ۱۷۳۰ تأسیس شد و به نام اولین سرهنگ آن، هانس یواخیم فون تسیتِن نامگذاری شد.

## تاریخچه
پس از تأسیس، فردریک کبیر آن را به عنوان دومین هنگ هوسار مجدداً تشکیل داد. وی در سال ۱۷۴۳ شنلی از پوستین ببر برای یونیفورم رژه خود اتخاذ کرد؛ کلاه فرم نیز از خز بود که برای افسران با پر مرغ حواصیل و برای افسران میدانی از بال عقاب تزئین داشت. در طول مبارزات ۱۸۰۶ جنگ ائتلاف چهارم، این هنگ به عنوان هنگ هوسار فون رودورف شناخته شد، که به زودی به هنگ هوسار فون رودورف شماره ۲ تغییر نام داد.
هنگ پس از شکست ۱۸۰۶ در راتکاو تسلیم و منحل شد. در سال ۱۸۰۷ یک اسکادران در انبار تجهیزات با سپاه بلوشر ادغام شد تا اولین هنگ هوسار براندنبورگ را در ۷ سپتامبر ۱۸۰۸ (هنگ هوسار شماره ۳) ایجاد کند. اسکادران دوم هنگ در طول کمپین روسیه در سال ۱۸۱۲ در طرف فرانسوی خدمت کرد، و هنگ در طول مبارزات ۱۸۱۴–۱۸۱۳ در سمت ائتلاف خدمت کرد، همچنین در کارزار ۱۸۱۵ شرکت کرد.
در سال ۱۸۶۰، قبل از اتحاد آلمان، این هنگ بخشی از ارتش فدرال شد. اما تا سال ۱۸۶۱طول کشید تا رسماً سنت هنگ دوم هوسار قدیمی پروس به رسمیت شناخته شود. اندکی قبل از شروع جنگ جهانی اول، بخشی از تیپ ۶ سواره نظام در لشکر براندنبورگ معروف به هنگ هوسار فون تسیتن (براندنبورگ) شماره ۳ و در راتنو مستقر بود. در بسیج، تیپ‌های سواره نظام دوباره به بخش‌های مستقل سازماندهی شدند. این هنگ به عنوان سواره نظام لشکر باقی ماند و بین لشکر ۵ و ۶ امپراتوری آلمان تقسیم شد.

## برای مطالعهٔ بیشتر
- هافشرور، پیتر، سواره نظام پروس جنگ‌های ناپلئون، ۱۸۰۷–۱۸۱۵، انتشارات Osprey، لندن، ۱۹۸۶
- | داده‌های کتابخانه‌ای | داده‌های کتابخانه‌ای                 |
| ------------------ | ---------------------------------- |
| عمومی              | - ویاف - 1 - ورلدکت (از طریق ویاف) |
| کتابخانه‌های ملی    | - آلمان                            |